# Marietta Blau
Pour les articles homonymes, voir Blau.
Marietta Blau (29 avril 1894 – 27 janvier 1970) est une physicienne autrichienne connue pour les méthodes photographiques de détection de particules chargées.

## Biographie
Elle est née à Vienne le 29 avril 1894, son père est avocat à la Cour de justice. Elle poursuit des études à Vienne et entre à l’université en 1914 où elle étudie les mathématiques et la physique. Ses professeurs sont les mêmes que ceux de Lise Meitner, Franz Exner et Stefan Meyer. Elle soutient une thèse sur l’absorption des rayons gamma (γ) en mars 1919 et travaille à l’institut de radiologie de l’hôpital central de Vienne.  
Les conditions de travail n’étant pas faciles pour les femmes, elle part à Berlin en 1921 afin de travailler dans une usine de tubes à rayons X puis on la retrouve en 1922-1923 comme assistante à l’institut de médecine de l’université Johann Wolfgang Goethe de Francfort sur le Main, cette université a été fondée en 1914. L’institut de médecine financé par la fondation Senckenberg, un médecin mécène du XVIIIe siècle, fut un des instituts fondateur de l’université. Elle présente à la fois la théorie et la pratique de la radiologie et des appareils à rayons X à des médecins, cette expérience lui sera très utile pour la suite de ses travaux de recherche.  
En 1923, elle revient à Vienne car sa mère est malade et elle entre à l’Institut du radium dirigé par Stefan Meyer et travaille bénévolement. Elle y restera jusqu’en 1938 car après l’Anschluss Marietta Blau doit quitter l’Autriche. 
Marietta Blau se rend d’abord à Oslo où elle travaille une année avec Ellen Gleditsch, professeur de chimie à l’université depuis 1929. Ellen Gleditsch est allée à Vienne à l’Institut du radium en 1937 et a rencontré Marietta Blau. Puis grâce aux recommandations d’Albert Einstein, elle devient professeur à l’Université technique de Mexico, l'Institut polytechnique national, de 1939 à 1944.
Lorsque sa mère meurt en 1944, elle quitte le Mexique et s’installe à New York auprès d’un de ses frères.
Sa vue se détériore et elle rentre en Autriche en 1960 car les soins y sont moins chers qu’aux États-Unis. 
À la fin de cette année 1969, elle est hospitalisée et meurt quatre mois plus tard, le 27 janvier 1970, victime d'un cancer lié à sa manipulation de substances radioactives.

## Travaux scientifiques
Dès 1924, ses travaux présentés à l’Académie autrichienne des sciences sont mentionnés en France dans la revue générale des sciences pures et appliquées.
Pendant l’année universitaire 1932-1933, elle se rend d’abord un semestre à Göttingen auprès du professeur Robert Wichard Pohl où elle travaille sur la physique du cristal. Puis à Paris où elle étudie à l’Institut du radium auprès de Marie Curie. 
À son retour à Vienne, Marietta Blau poursuit les observations faites dès 1925 sur les traces laissées par les protons dans une émulsion photographique et son travail porte essentiellement sur les méthodes photographiques de détection des particules chargées, elle le réalise avec une de ses étudiantes, Hertha Wambacher. Les grains d’halogénures d’argent de l’émulsion des films photographiques sont noircis par la lumière mais aussi par des particules rapides qui les frappent. Une fois le film développé, la trajectoire des particules apparaît sous forme d’une suite rectiligne de points noirs. Cette trajectoire est très courte et doit ensuite être observée au microscope. Des émulsions spéciales de grains très fins ont été mises au point pour cet usage. 
En 1936, elles obtiennent le prix Haitinger décerné par l’Académie autrichienne des sciences pour leur travail sur les neutrons. Ce prix existe depuis 1904 grâce à un don de Ludwig Camillo Haitinger fait en mémoire de son père Ludwig Carl Haitinger. Il a été décerné pour la dernière fois en 1954.
Grâce à Victor Hess, elle expose en 1937 des plaques pendant cinq mois au mont Hafelekar en Autriche, elle observe la première trace d’une réaction nucléaire provoquée par les rayons cosmiques, il y a plusieurs traces partant d’un point qui sont témoins de l’explosion du noyau d’un atome soumis au rayonnement cosmique, elle appelle cela une « étoile ».Ce travail est récompensé par le prix Lieben en 1937.   
Lors de son départ de Hambourg, ses appareils ainsi que ses papiers lui sont retirés, ils n’ont jamais été retrouvés. À Mexico, les conditions de recherche sont précaires ce qui ne l’empêche pas de publier six articles sur les roches radioactives dans la revue des sciences pures et appliquées mexicaine. 
Elle travaille d’abord dans un laboratoire privé le Canadian radium et uranium Corporation, un brevet canadien de cette société aux noms de Blau et Irving Feuer est délivré le 3 mars 1952. Puis, en 1948, elle entre à l’université Columbia à New York grâce à la commission de l’énergie atomique des États-Unis. 
Ensuite, de 1950 à 1955, elle travaille au Brookhaven National Laboratory à Upton (Long Island),  ce laboratoire a été créé en 1947 sur une ancienne base de l’armée américaine, son domaine d’étude est l’énergie nucléaire. Avec Seymour Lindenbaum et Robert Rudin, elle travaille à la mise au point de l’utilisation des plaques photographiques aux mesures des intensités des neutrons lents.
Enfin, de 1956 à 1960, elle est professeur à l’université de Miami en Floride, cette université privée non confessionnelle a été fondée en 1925 dans la banlieue de Miami à Coral Gables. 
Mariette Blau a été nommée deux fois par Erwin Schrödinger et une fois par Hans Thirring afin d'obtenir le prix Nobel de physique sans résultat .
De 1960 à 1964, elle travaille, à nouveau gratuitement, à l’institut du radium à Vienne.
En 1960, elle est sollicitée par le CERN où elle fait des cours ainsi qu’à l’université de Berne. L’Autriche rejoint le CERN en 1959. Les laboratoires du CERN sont situés près de Genève et en partie sous la France, le matériel est principalement constitué d’accélérateurs et de détecteurs de particules.  
En 1962, l’Académie autrichienne des sciences lui remet le prix Erwin Schrödinger mais ne l’accueille pas en son sein comme membre correspondant.
Elle reçoit le prix de la ville de Vienne pour la science en 1967 et le doctorat d’or de l’Université de Vienne en 1969.

## Honneurs
Une salle porte son nom à l’Université de Vienne. Une autre a été créée dans le laboratoire SUBATECH à Nantes. Il existe enfin une bourse Marietta Blau permettant à un doctorant de poursuivre ses recherches dans un autre pays pendant six mois. La somme allouée, 1 200 euros par mois, est une subvention du ministère de la science, de la recherche et de l’industrie.

## Autres sources
- Robert Rosner & Brigitte Strohmaier (eds.): Marietta Blau – Sterne der Zertrümmerung. Biographie einer Wegbereiterin der modernen Teilchenphysik. Böhlau, Vienne 2003,  (ISBN 3-205-77088-9) (in German)
- Brigitte Strohmaier & Robert Rosner: Marietta Blau – Stars of Disintegration. Biography of a pioneer of particle physics. Ariadne, Riverside (Californie) 2006,  (ISBN 978-1-57241-147-0)
- Leopold Halpern & Maurice Shapiro: "Marietta Blau" in Out of the Shadows: Contributions of Twentieth-Century Women to Physics, Nina Byers and Gary Williams, ed., Cambridge University Press 2006  (ISBN 978-0-521-82197-1).
- Rentetzi, Maria (1970–80). "Blau, Marietta". Dictionary of Scientific Biography 19. New York: Charles Scribner's Sons. p. 298–302.  (ISBN 0-684-10114-9).